# Breaking nos Jogos Olímpicos
Os eventos de breaking (também chamado de b-boying, b-girling ou breakdance) foram disputados nos Jogos Olímpicos de Verão na edição de 2024, em Paris. Foram duas provas de medalhas, uma masculina e outra feminina, com 16 "b-boys" e "b-girls" competindo. O breaking se apresentou anteriormente nos Jogos Olímpicos de Verão da Juventude de 2018, em Buenos Aires. O presidente do Comitê Olímpico Internacional (COI), Thomas Bach, afirmou que eles adicionaram o breaking como parte de um esforço para atrair mais interesse dos jovens pelos Jogos Olímpicos. O órgão organizador internacional é a Federação Mundial de Dança Esportiva (World DanceSport Federation, WDSF).

## Eventos
| Programa atual   |   |   |   |
| B-girls          | — | • | 1 |
| B-boys           | — | • | 1 |
| Total de eventos | — | 2 |   |

## Quadro de medalhas geral
Seis delegações conquistaram medalhas na única aparição do breaking como modalidade olímpica, em Paris 2024:
| Ordem | País               | Medalha de ouro | Medalha de prata | Medalha de bronze |   |
| ----- | ------------------ | --------------- | ---------------- | ----------------- | - |
| 1     | CAN Canadá         | 1               |                  |                   | 1 |
|       | JPN Japão          | 1               |                  |                   | 1 |
| 3     | FRA França         |                 | 1                |                   | 1 |
|       | LTU Lituânia       |                 | 1                |                   | 1 |
| 5     | CHN China          |                 |                  | 1                 | 1 |
|       | USA Estados Unidos |                 |                  | 1                 | 1 |
| TOTAL | TOTAL              | 2               | 2                | 2                 | 6 |